# Brandon Scott Jones
Brandon Scott Jones, född 6 juni 1984 i Bel Air, Maryland, är en amerikansk skådespelare.
Jones har bland annat medverkat i TV-serierna Ghosts och The Other Two. Han har även medverkat i filmen Renfield.

## Filmografi (i urval)
- 2019–2023 – The Other Two (TV-serie)
- 2021–2023 – Ghosts (TV-serie)
- 2023 – Renfield